# ナイジェル・ウィンターバーン
ナイジェル・ウィンターバーン（Nigel Winterburn, 1963年12月11日 - ）は、イギリス・ウォリックシャー州アーリー出身の元サッカー選手。現役時代のポジションは、ディフェンダー。元イングランド代表。アーセナルでは13年間在籍して584試合に出場。この記録は2018年現在、アーセナル歴代出場試合数5位である。

## 経歴

### クラブ
イギリスのウォリックシャー州アーリーで生まれた。バーミンガム・シティでキャリアをスタートさせたが、トップチームで出場することは無かった。翌年に移籍したオックスフォード・ユナイテッド でもトップチームでの出場機会は無かった。翌年の1983年にウィンブルドン にフリートランスファーで加入する。
その後、ウィンブルドンは順調に躍進していき1986年に1部に昇格する。昇格初年度、チームは、リーグ戦をトップハーフで終え、FAカップではファイナリストのトッテナムに敗れたが準々決勝まで進出するなど充実のシーズンを送った。ウィンブルドンで過ごした4シーズン全てでウィンブルドン・サポーターズ・オブ・ザ・イヤーを獲得した。
1987年夏、キャプテンのケニー・サンソムの代わりとなる選手を模索していたアーセナルの監督ジョージ・グラハムの元へ移籍金35万ポンドで加入する。
アーセナル移籍当初、イングランド代表右サイドバックのヴィヴ・アンダーソンが移籍したため緊急の対策として左サイドが本職であるウィンターバーンが右サイドバックとして起用された。しかし、左利きの彼は、不慣れな右サイドバックの役割に適応した。
アーセナルでの初シーズンとなった1987-88シーズンで彼は２つの物議を醸す出来事を引き起こした。1つ目はFAカップのマンチェスター・ユナイテッド戦で相手FWのブライアン・マクレアーがPKを外したとき公然と嘲笑したことであり、2つ目はリーグカップ決勝のルートン・タウン戦でのPK失敗である。早い時間に失点したアーセナルであるがその後2点を返した状況でPKを獲得する。これを決めればほぼ勝利が決まるという場面でウィンターバーンのキックは、相手キーパーに弾かれてしまった。このとき、彼がアーセナルでPKキッカーを務めるのは初めてであった。その後、勢いに乗ったルートンが逆転してアーセナルは優勝を逃した。
1988年12月、ケニー・サンソムが移籍したため、本職の左サイドバックに戻りその後10年以上に渡って同ポジションで活躍した。ウィンターバーン、リー・ディクソン、トニー・アダムス、マーティン・キーオン（スティーブ・ボールド）の4バックはフェイマス4と呼ばれ鉄壁の守備を誇り、数々のタイトル獲得に貢献した。
1990-91シーズン、1990年10月20日に行われたマンチェスター・ユナイテッド戦において有名な大乱闘の引き金となった。デニス・アーウィンに対して激しくタックルをしたことに対してブライアン・マクレアーとアーウィンが報復攻撃を行い、アーセナルのGKデビッド・シーマン以外の両軍21人が参加するほどの大乱闘が巻き起こった。その結果、2017年現在、イングランドサッカー史上唯一の両チームから勝点剥奪という大問題に発展した。ウィンターバーンも罰金処分を科された。
1992-93シーズンにはカップ戦ダブル優勝、1997-98シーズンにはプレミアリーグとFAカップのダブル優勝の達成に貢献した。対角線に長距離からドライブ回転のシュートが得意でアーセナル在籍中に何度か得点を決めた。
2000年6月、ウェストハム・ユナイテッドFCに移籍金25万ポンドで移籍した。2003年に現役引退を発表した。

### 代表
1989年後半のイタリア代表戦でイングランド代表デビューした。スチュアート・ピアースとトニー・ドリゴに次いで右サイドバック三番手の立場であったため、1990 FIFAワールドカップ本戦の代表メンバーには選出されなかった。しかし、イングランド代表Bチームには出場した。1993年6月19日のドイツ代表戦に出場した。これが最後の代表戦出場となった。1999年、ハワード・ウィルキンソン監督によって親善試合のフランス代表戦に招集される。しかし、チームメイトのデビッド・シーマン、リー・ディクソン、トニー・アダムス、マーティン・キーオンが先発出場する中ウィンターバーンだけベンチスタートとなりそのまま出場することは無かった。当時、イングランド代表には絶対的存在であったスチュアート・ピアースがいたためわずか2試合の出場となった。

### 引退後
2008年7月14日、ポール・インス監督の下、ブラックバーン・ローヴァーズFCの守備コーチに就任した。同年12月、成績不振によりポール・インス監督が解任されると同時にチームを去った。
2013年、BT Sportの解説になり、レギュラーで番組に出演している。

## タイトル

### クラブ
アーセナルFC
- フットボールリーグ1部 1988-89, 1990-91
- プレミアリーグ 1997-98
- FAカップ 1992-93, 1997-98
- フットボールリーグカップ 1992-93
- FAコミュニティ・シールド 1991, 1998, 1999
- UEFAカップウィナーズカップ 1993-94